# Вакуров, Иван Петрович
Иван Петрович Вакуров (7 [19] января 1885, Палех, Владимирская губерния — 20 апреля 1968, Палех, Ивановская область) — русский и советский художник, иконописец, реставратор, один из основоположников школы искусства палехской миниатюры, заслуженный деятель искусств РСФСР (1935), народный художник РСФСР (1956).

## Биография

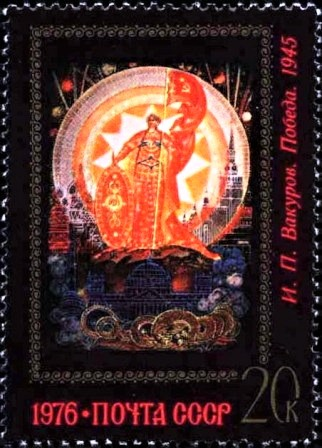
Почтовая марка СССР, 1976 год. И.П. Вакуров «Победа»

Родился 7 января 1885 года в селе Палех в крестьянской семье потомственных палешан художников-иконописцев. В 1893—1899 гг. учился в известной иконописной мастерской видного палехского иконописца Н. М. Софонова, где его отец — Пётр Вонифатьевич Вакуров, был «мастером-старинщиком». Своими учителями И. П. Вакуров считал известных палехских художников И. М. Баканова (1870—1936) и А. А. Дыдыкина (1874—1954), хотя непосредственно у них не учился. В 1899—1915 гг. работал в мастерской Н. М. Сафонова. Совместно с «мастерами-софоновцами» участвовал в реставрации росписей в Софийском Соборе в Новгороде Великом и «поновлении фресок» в Мирожском монастыре в Пскове.
В 1915 году от мастерской Н. П. Парилова расписывал церковь Валдайского Иверского монастыря, по окончании этой работы перешёл в мастерскую А. Д. Салаутина, где писал иконы большого размера для иконостаса Александро-Невского собора в Царицыно. В 1919—1922 гг. работал в реставрационной мастерской специалиста по древнерусскому искусству художника А. Я. Вашурова в Москве. Затем недолго «служил копировальщиком» на строительстве железной дороги в Пермской губернии, а в свободное время гримировал артистов в местном клубе. В 1923 году опять приехал в Москву и продолжил работать в мастерской А. Я. Вашурова, но затем перешёл в мастерскую А. А. Глазунова (1884—1952), где начал расписывать изделия из папье-маше.
В 1924 году вернулся в Палех, где как художник-миниатюрист, работает в одиночку. Принял участие во Всемирной парижской выставке 1925 года, и его работы получили золотую и бронзовую медали, а также отмечен Почётным дипломом. В декабре 1925 года вступил в палехскую «Артель древней живописи».
В 1934 году выступил одним из инициаторов реорганизации профессиональной школы в Палехское художественное училище, в том же году принят в члены Союза художников РСФСР. Начиная с 1955 года и до конца своих дней, являлся преподавателем Палехского художественного училища.
Умер 20 апреля 1968 года, похоронен в Палехе.

## Связи
5 декабря 1924 года семь палехских художников И. И. Голиков, И. В. Маркичев, И. М. Баканов, И. И. Зубков, А. И. Зубков, А. В. Котухин, В. В. Котухин объединились в «Артель древней живописи». К ним вскоре присоединились и другие палехские художники, в их числе И. П. Вакуров, Д. Н. Буторин, Н. М. Зиновьев. Уже в 1925 году палехские миниатюры с успехом экспонировались на Всемирной выставке в Париже.

## Творческое наследие
Считается одним из основоположников искусства палехской лаковой миниатюры. Художественная манера И. П. Вакурова имеет ярко выраженные индивидуальные черты. Развивая иконописную традицию, он внёс много принципиально нового в миниатюру. В целом его творчество выделяет высокое мастерство. Постоянно работая над образом, раскрывал краски и завершал письмо тончайшими плавями. Работал в монументальной живописи: шахматная комната Дворца пионеров в Иванове (1938), павильон центральных областей ВСХВ (1939); расписывал фарфор, создавал рисунки для тканей (1920—1930 гг.); занимался театрально-декорационным искусством: оформление спектакля «Снегурочка» МХАТа (1936); оформлением книг: «Песня о Буревестнике» А. М. Горького (1936), «Сказка о золотом петушке» А. С. Пушкина, — в 1937 году к столетию со дня смерти А. С. Пушкина в издательстве ACADEMIA увидело свет подарочное издание «Сказка о золотом петушке» с иллюстрациями И. П. Вакурова .
Тематика его произведений была различной: фольклор, литература, история, битвы, тройки, жанровые сцены, охоты, советская жизнь. Произведения, созданные И. П. Вакуровым хранятся во многих музеях, в том числе: ГМПИ, ГРМ, ГТГ, ВМДПиНИ, МНИ, ЗГИХМЗ, ЦМВС, КМРИ, ГМЭНР, ЦМР, Ивановском Областном художественном музее, Всероссийском музее А. С. Пушкина (Спб), музее Пушкинского Дома, а также в частных собраниях России и зарубежных стран .

## Память
- На родине художника, по решению сельсовета с. Палеха, в память о выдающемся земляке одна из улиц населённого пункта названа "ул. Вакурова".
- Открыт Культурный центр «Мемориальный дом-мастерская Голиковых-Вакуровых» (адрес: Ивановская обл., пос. Палех, ул. Горького, дом № 39).